# Jean de Montmirail
 (janvier 2009).
Jean de Montmirail, appelé aussi Jean ou Jehan de Montmirail, né en 1165 et mort le 29 septembre 1217, est un chevalier français, seigneur de Montmirail. 
Il est également comte de La Ferté-Gaucher, de Condé-en-Brie et de Bellot ; seigneur d'Oisy, de Crèvecœur, de Bellonne ; châtelain de Cambrai, de la Ferté-sous-Jouarre, de Tresmes, de Gandelu ; et vicomte de Meaux. 
Connétable de France, il sauve à Gisors la vie de Philippe-Auguste, un cousin éloigné, et participe à la troisième croisade. Il se retire comme moine à l'Abbaye de Longpont où sa piété fait de lui un « Bienheureux ».

## Biographie

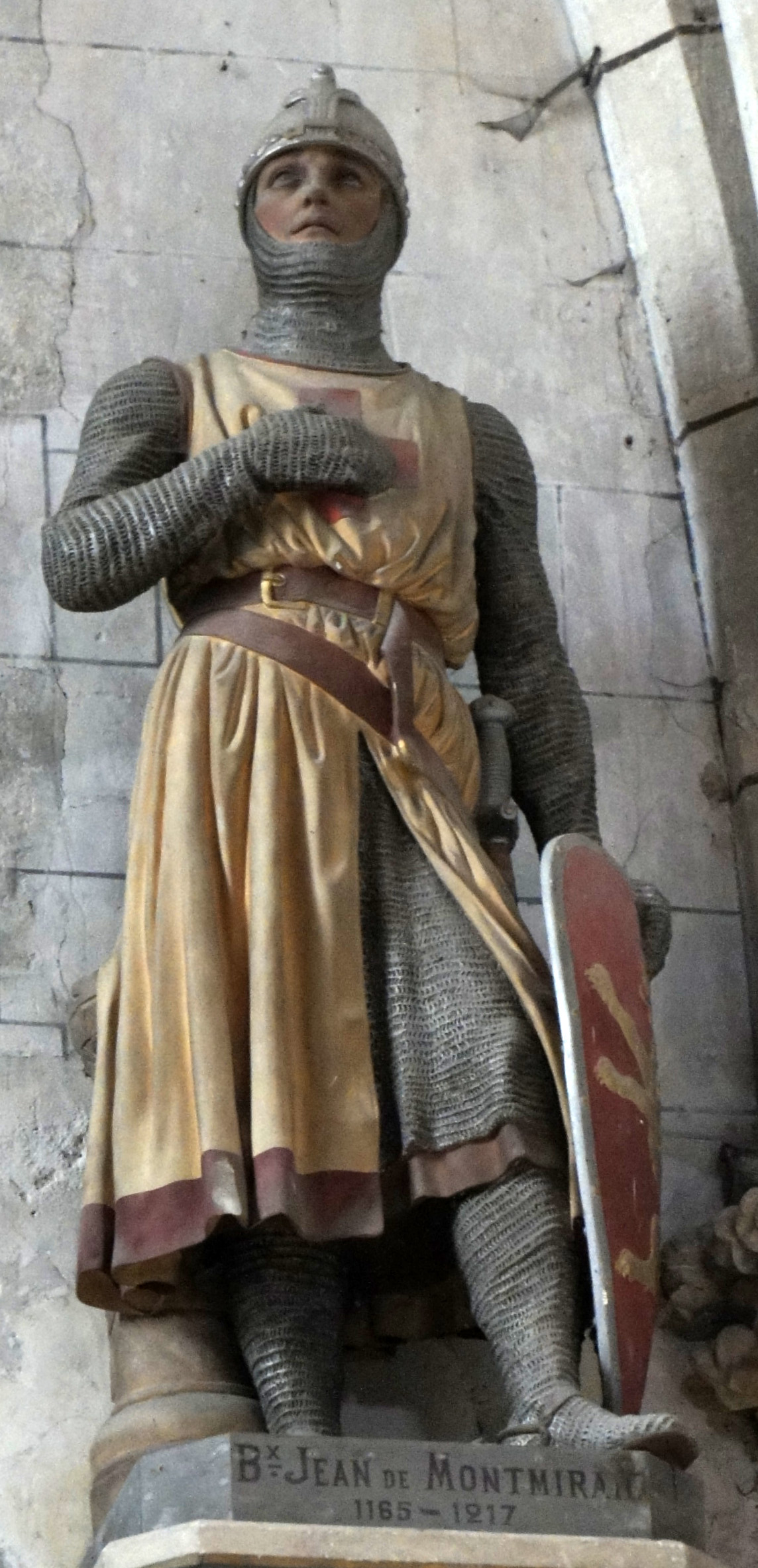
Sa statue dans l'église de Montmirail.

Jean, fils d’André, seigneur de La Ferté-Gaucher, et de Hildiarde d'Oisy, vicomtesse de Meaux, naît en 1165 à Montmirail, dans un village de Champagne. Ayant perdu sa mère dans sa première jeunesse, il est élevé par la seconde femme de son père, la Comtesse de la Ferté-Gaucher. Son père André ne néglige rien pour que l’éducation de son fils soit complète. Il veut qu’il l’emporte sur tous les autres seigneurs de son temps, non seulement par la fortune, mais encore par la qualité de l’esprit et du cœur. Jean étudie donc la langue latine et le droit romain et devient très instruit dans le droit coutumier de Vitry et de Cambrai : il en donne d'ailleurs des preuves dans le cours de sa vie et s’en montre un fidèle observateur.
Après avoir été formé à toutes ces matières, il est introduit à la cour par son père. Du même âge que Philippe, fils de Louis VII, le jeune seigneur de Montmirail est accueilli avec bienveillance. Jean brille à la cour de Philippe Auguste. Il est alors le premier seigneur par son rang, sa fortune, l’illustration de sa naissance et ses qualités. Il est baron de Montmirail, comte de La Ferté-Gaucher, seigneur de la Ferté sous Jouarre, de Tresmes, d’Oisy, de Crèvecœur, de Bandelues, de Condé-en-Brie, (de la Fère, de Saint-Gobain, de la Chapelle en Brie), vicomte de Meaux et châtelain de Cambrai, et fait preuve de nombreux talents. Il fait forte impression sur son Roi : une amitié intime se forme entre les deux jeunes gens. Ainsi, il devient non seulement l’ami de Philippe Auguste, mais aussi son favori et, plus tard, son conseiller.
Philippe Auguste lui concède le titre de Baron et il figure à ce titre dans le traité conclu entre le Roi de France et Blanche de Navarre, Comtesse de Champagne.
Voulant prévenir les dangers auxquels les faveurs du monarque pouvaient exposer son fils, la Comtesse de la Ferté-Gaucher lui propose de contracter alliance avec une femme digne de lui par sa naissance, ses qualités et son éducation. La Comtesse lui présente pour compagne Helvide de Dompierre et de Bourbon, troisième sœur de Gui de Dompierre et de Bourbon. Philippe Auguste n'est sans doute pas étranger à une alliance aussi bien assortie.

L’historien contemporain de Longpont (« Histoire du Bienheureux Jean ») nous le présente comme un guerrier fameux et en fait l’éloge : 
Jean de Montmirail, ce Prince digne de toute notre admiration, aussi distingué par ses qualités du corps que de l’esprit, tenant avec gloire le premier rang dans toute la France, se montrait le plus intrépide, déployant partout sa libéralité, suivant la coutume de ce noble temps  

## Vaillance et vigilance
Le courage de Jean de Montmirail est relaté dans les contes comme étant exceptionnel. Richard Cœur de Lion et Philippe Auguste se réconcilient pour la croisade, mais l’harmonie ne dure pas longtemps entre ces deux monarques qui semblent être nés pour rivaliser de gloire. Après leur retour de Terre Sainte, il est question d’exécuter le traité conclu en Palestine: Gisors ayant été pris en 1106 par Henri Ier Beauclerc à Louis VI le Gros, Richard devait rendre à la France Gisors et le Vexin, donnés à Marguerite puis Alix, sœurs de Philippe Auguste. Mais, sur le refus d’obéir aux lettres de Richard, arrêté et prisonnier en Allemagne, Philippe entre de force dans le Vexin, prend Gisors et fait prisonnier le Comte de Gloucester. Richard, ayant obtenu sa liberté de Henri VI, rassemble secrètement une armée et fond sur le Vexin avec 1 500 cavaliers et 40 000 fantassins. Le Roi Philippe, courroucé, veut alors se rendre au fort de Gisors, accompagné seulement de 500 lances. Alors qu’il allait être encerclé par les Anglais, il refuse de rebrousser chemin. Abandonné par sa troupe qui ne peut le suivre au milieu de ses ennemis, il est alors fait prisonnier. Mais Jean de Montmirail se précipite au milieu des armées et parvient à écarter de nombreux ennemis, permettant ainsi à Philippe de s’échapper et de rentrer à Gisors. Jean se hâte de retourner à Montmirail et, réunissant la noblesse et les gens de guerre de ses terres, amène au Roi un renfort considérable. Les Anglais sont repoussés partout. Philippe Auguste reprend Gisors et toute la Province des mains du Roi d’Angleterre. 
Jean de Montmirail renonce bientôt à la vie mondaine. En 1200, il s'établit dans un ermitage en la forêt de Beaumont, à une demi-lieue de Montmirail et, plus tard, se consacre à Dieu.
Sa vigilance à maintenir partout le bon ordre peut se comparer à la sollicitude pastorale d’un évêque. Il déploie un zèle infatigable pour prévenir les scandales, arrêter les abus, pourvoir aux besoins des peuples confiés à ses soins et parcourt son domaine pour rendre la justice.

## Chartes
Jean de Montmirail est à l'origine de nombreuses chartes envers les églises et les couvents, parmi lesquelles :
- Charte de 1194 en faveur de l’Abbaye d'Essômes ;
- Charte de 1198 en faveur de l’Abbaye de Vaucelles ;
- Charte de 1201 en faveur de l’Abbaye d'Anchin ;
- Charte de 1202 en faveur du monastère de Cantimpré.

Cette dernière charte nous apprend que Jean a à cette époque trois enfants en âge de donner leur consentement aux actes de leur père. La date de son mariage avec Helvide de Dampierre n’a jamais été précisée. D’après diverses chartes et cette particularité qu’il se maria fort jeune, il semble que l'on puisse fixer l’époque de son mariage au plus tard vers 1185 : 
- Jean de Montmirail épouse Helvide de Dampierre, sœur de Guy de Dampierre, sire de Bourbon (-l'Archambault), qui eut pour enfants Archambaud, le grand seigneur de Bourbon (père entre autres de Marguerite de Bourbon, reine de Navarre, comtesse de Champagne et de Brie), et Guillaume de Dampierre, comte de Flandre et de Hainaut[4].

## Générosité
Jean se montre également généreux envers de nombreuses personnes et établissements religieux : 
- Importantes donations au prieuré de N.D. du Charme, de l’Ordre de Fontevraud, au Diocèse de Soissons (1202) ;
- Établissement de Charité fondé à Paris en faveur de l’Abbaye de Val-Secret (1202) ;
- Donation aux monastères de Jouy, de Saint-Jean des Vignes, du Mont-Dieu (prenant plus tard le nom de l’Amour-Dieu), et du prieuré Saint-Étienne à Montmirail (1203) ;
- Consentement à l’échange de terres qui avait été conclu entre Hugues de Crèvecœur, vassal de Jean, et l’église Saint-Aubert à Cambrai. (1206) ;
- Fondation de l’Hôtel-Dieu à Montmirail. (1207) ;
- Charte en faveur de L’Abbaye Notre-Dame du Verger de Oisy-le-Verger. Acte portant destination primitive de la maison du Verger fondée dans le Petit Marais sur la Sensée (1209) ;
- Confirmation de la fondation de sa tante Marguerite de Blois de la maison de Cerfroid, maison-mère, et de l'Ordre de la Sainte-Trinité et de la Rédemption des Captifs (Trinitaires, Mathurins, 1212) ;
- Garantie au Roi jusqu’à concurrence d’une somme de mille Livres, la fidélité de son gendre Hellin II de Wavrin le Jeune, sénéchal de Flandre (1213).

Jean Ier de Montmirail meurt à Longpont le 29 janvier 1217 à l’âge de 52 ans. Selon une lettre adressée par le roi Louis XIII au pape Innocent X, il serait mort en odeur de sainteté.

## Famille
Il est le fils d'André, sire de Montmirail, La Ferté-Gaucher et Condé-en-Brie, et d'Hildiarde d'Oisy († 1177), châtelaine de Cambrai, dame d'Oisy et de Crèvecœur, vicomtesse de Meaux, Dame de La Ferté-sous-Jouarre et de Tresmes. 
Il épouse Helvide de Dampierre, dame de Somsois, née en 1158 et morte après 1224,, sœur de Guy II de Dampierre, connétable de Champagne.
Il a pour descendants :
- Guillaume, qui meurt avant son père et qui n’a laissé aucun souvenir ;
- Jean II de Montmirail, seigneur de Montmirail et d'Oisy ;
- Mathieu de Montmirail, seigneur de Montmirail et d'Oisy ;
- Élisabeth[Note 4], religieuse ;
- Félicie, mariée à Hellin, seigneur de Wavrin et sénéchal de Flandre ;
- Marie de Montmirail, mariée à Enguerrand III de Coucy, d'où la succession des fiefs familiaux dans la Maison de Coucy.

## Son tombeau
Un tombeau en marbre noir et blanc est érigé dans l'abbaye de Longpont, vers l'an 1250. Ce mausolée et ses statues ont été détruits en 1793. L'inscription suivante y était gravée : 
IN LONGO PONTE VOLUIT SE SUBDERE SPONTE

OBSEQUIO CHRISTI LAPIDI QUI SUBJACET ISTI

CUJOS IBI CINERES MONTIS MIRABILIS HÆBES

OLIM JURE BEI NOMEN EI (ID EST JOANNIS)

GRATIA SIT CHRISTO QUI NOS DECOBAVIT IN ISTO

AMEN.

AVE MARIA GRATIA PLENA.

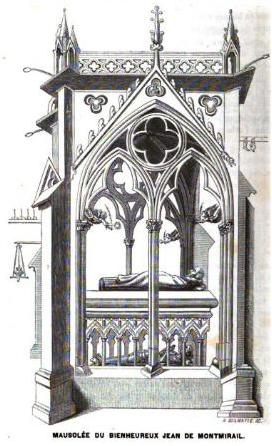
Mausolée du Bienheureux Jean de Montmirail (dessin établi d'après des gravures qui datent de 1641).

Au premier étage du mausolée, le seigneur de Montmirail est représenté jeune, revêtu de son armure guerrière, avec le casque et la visière levée. Son épée repose à sa gauche ; à sa droite est son bouclier chargé de ses armoiries: de gueules au lion rampant d'or. À ses pieds, se trouve son chien, emblème de la fidélité de ses vassaux et de celle qu'il avait eue lui-même pour le roi son suzerain. Une pierre de la même dimension en largeur et en profondeur que tout le monument forme le second étage. Jean y est encore représenté, mais dans un costume différent. Il est couché et revêtu de la grande robe de religieux de saint Bernard ; ses mains sont enveloppées dans les manches ; son visage est sillonné de rides et sa tête est chauve. Cette double représentation traduit deux conditions fort diverses : seigneur terrien et humble religieux. 
Le haut du mausolée est un ouvrage d'architecture ogivale du style le plus pur. Le couronnement est porté sur des colonnes élégantes et soutenu aux quatre angles par des arcs-boutants. Chaque face est ornée d'une rose, d'un riche entablement, de galeries et de clochetons. Quatre anges déploient leurs ailes au-dessus des chapiteaux et présentent au Bienheureux une couronne et une palme. Le jour pénètre de toutes parts dans le monument. 

## Le Bienheureux Jean de Montmirail
Jean de Montmirail est béatifié vers 1250 : un reliquaire peut être visible à l'Abbaye Notre-Dame de Longpont.
Extrait de la lettre circulaire de Monseigneur l’évêque de Soissons et Laon :
…Un décret de la Sacrée Congrégation des Rites, approuvé par Léon XIII en date du 19 juillet 1891, vient de reconnaître et de rendre obligatoire, pour tout le Diocèse de Soissons, sous le Rit « double-mineur » fixant cette fête au 28 septembre de chaque année…
…Nous ne nous attarderons pas à faire l’histoire du Bienheureux Jean de Montmirail : elle peut tenir en quelques mots :
- Jean, Seigneur de Montmirail, se rattachant aux familles des Rois de France, Robert le Pieux, Hugues Capet, Charlemagne, naquit à Montmirail en 1165. Haute naissance, immenses richesses, valeur chevaleresque, tout se réunissait pour l’attacher à ce monde et l’y fixer ; Il en fut de longues années l’ornement et la gloire. Un jour, Dieu parla plus fort à son âme que la gloire de ce monde et lui fit voir que s’il est beau de servir un roi de la Terre, il est encore plus beau de servir le Roi du Ciel.

	Jean comprit tout, et le noble et brillant seigneur se fit l’humble serviteur des pauvres et des malades dans un hôpital qu’il avait fait construire dans sa demeure. Ce n’était pas encore assez pour son humilité. Cet éclat qui avait environné toute sa vie et dont il restait encore quelque chose, malgré tout ce qu’il pouvait faire pour l’éteindre, il voulut l’anéantir en s’anéantissant lui-même et en disparaissant entièrement dans l’obscurité d’un cloître. Il vint frapper à la porte de l’Abbaye de Longpont, de l’Ordre de Cîteaux : Jean l’Humble y donna le modèle des plus pures vertus religieuses et y mourut le 29 septembre 1217.